# Michałowo (gmina Czarnia)
Michałowo – wieś sołecka w Polsce położona w województwie mazowieckim, w powiecie ostrołęckim, w gminie Czarnia, nad Omulwią. Poniżej wsi do Omulwi wpływa Lejkowska Struga.

## Historia
W latach 1921–1931 wieś leżała w województwie białostockim, w powiecie ostrołęckim, w gminie Wach (od 1931 w gminie Czarnia).
Według Powszechnego Spisu Ludności z 1921 roku wieś zamieszkiwało 106 osób w 25 budynkach mieszkalnych. Miejscowość należała do parafii rzymskokatolickiej w Czarni. Podlegała pod Sąd Grodzki w Myszyńcu i Okręgowy w Łomży; właściwy urząd pocztowy mieścił się w m. Czarnia.
W okresie międzywojennym stacjonowała tu placówka Straży Celnej „Michałów”.
W wyniku agresji III Rzeszy na Polskę we wrześniu 1939 tereny byłej gminy znalazły się pod okupacją niemiecką i do wyzwolenia weszła w skład Landkreis Scharfenwiese, Regierungsbezirk Zichenau III Rzeszy.
W latach 1975–1998 miejscowość administracyjnie należała do województwa ostrołęckiego.
W 2011 Michałowo liczyło 68 mieszkańców, zaś w 2021 – 56.

## Religia
Wierni kościoła rzymskokatolickiego należą do parafii Niepokalanego Poczęcia Najświętszej Maryi Panny w Czarni.